# Ферганська область
Ферга́нський вілоя́т (узб. Farg‘ona viloyati; Ферга́нська о́бласть) — адміністративна одиниця-область (вілоят) Узбекистану. Розташована в південній частині Ферганської долини. Площа — близько 6800 км ². Адміністративний центр — місто Фергана. Область розділена на 15 адміністративних районів. Великі міста: Фергана, Коканд, Кува, Кувасай, Маргілан та Ріштан.

## Клімат
Клімат різко континентальний, з м'якою зимою і дуже жарким літом.
Клімат Ферганської області, як і всієї долини, континентальний. Зима — м'яка, іноді сувора. Середня температура січня — 3,2 ° (Фергана), абсолютний мінімум — 25 °. Сніговий покрив нетривалий. В окремі зимові дні буває тепла погода. Літо спекотне. Середня температура липня +28 °, максимальна +42,4 °. Несприятливою стороною кліматичних умов західній частині області є сильні вітри, що виникають у горловині Ферганської долини в районі Ленінабаду. У весняний час ці вітри іноді висушують поверхневі шари ґрунту, оголюючи кореневу систему молодого бавовнику та інших рослин. Сила вітру тут сягає 30 — 35 м на секунду. У середньому у Ферганській області 42 вітряних дня. Часом бувають сильні пилові бурі. Як правило, сильні вітри слабшають з просуванням у східні частині області. У липні нерідко дме гарячий сухий вітер гармсіль, особливо в західній частині. У Ферганській області випадає мало опадів. Особливо посушливих її західна і центральна частини. Найкращі умови зволоження — у східній частині, де кількість опадів за рік досягає 170 мм. У передгір'ях кількість опадів підвищується до 270 мм, при абсолютному максимумі — до 447 мм. Найбільше опадів буває навесні. Вегетаційний період в області-210-220 днів на рік, сума корисних температур за вегетаційний період — 4300 — 4700 °. Клімат області в цілому м'якший клімату сусідніх Сирдар'їнскої і Ташкентської оаз, які відкриті північним вітрам. Замкнене положення Ферганської долини обумовлює в цілому стійкість погоди; іноді різкі зниження температури відсутні навіть взимку. Кліматичні умови Ферганській області при системі зрошуваного землеробства сприятливі для культивування бавовнику та інших теплолюбних культур.

## Географія
На південь від міста, в долині Шахімардансая, на північному схилі Алайського хребта знаходиться гірськокліматичний курорт «Хамзаабад». Клімат тут м'який, повітря чисте, цілюще, особливо біля берегів річки. Мальовничі й околиці Хамзаабада. Нагору по долині Коксу знаходиться Синє озеро, що приваблює туристів.
Ферганською долиною або Фергані називають міжгірську улоговину у верхній течії Сирдар'ї та її витоків, оточену гірськими системами Паміро-Алая і Тянь-Шаню. Ферганська долина виділяється великою кількістю і різноманітністю природних багатств, тому в народі її називають перлиною Узбекистану. На території Ферганської долини до наших днів збереглися численні пам'ятки минулого, руїни стародавніх міст, фортець, замків.
У передгір'ях Алайського хребта в центрі долини Алтиариксая, потопаючи в зелені садів і виноградників, розкинулося селище Чіміон, відоме своїми цілющими мінеральними джерелами. Бальнеологічний санаторій «Чіміон» — найбільша здравниця в Середній Азії.

### Рельєф
Рельєф території Ферганської області являє собою рівнину, яка підвищується із заходу на схід від 360 до 500 м, а також з півночі на південь від лінії Коканд — Маргілан у напрямку до Алайському хребту до 576 м в районі міста Фергани і 700—1200 м — у смузі передгір'їв. Північна частина Ферганської області зайнята каракалпацькою і Яз'яванскою степовими землями Центральної Фергани. Вона покрита пісками, що чергуються з солончаками. На південь від залізниці Ташкент-Андижан зустрічаються бархани. Землі Центральної Фергани (Каракалпацький степ) на півдні облямований смугою великих конусів виносу річок, поточних з Алайського хребта (Ісфайрамсай, Сох, Ісфара). Конуси складаються з супіщаних, суглинних і глинистих відкладень. Рівнинну частину області на півдні обмежує смуга адирів висотою 1000—1200 м, розчленованих глибокими долинами річок. За смугою адирів йдуть порізані ярами й ущелинами передгір'я Алайського хребта, між ними розташовані поздовжні долини. У Ферганській області є родовища міді на лівобережжі Сирдар'ї, на території Кіровського району, нафти (Чіміон), сірки (Шорс), мінеральні джерела (в районі Алтиарика). Область багата різноманітними природними ресурсами. Тут є великі родовища кварцу, поклади золота, срібла, алюмінію, міді, заліза, вольфраму, урану, молібдену, граніту, вугілля, мармуру, розвідані великі запаси нафти і газу.

## Водні ресурси
Ферганська область володіє значними водними ресурсами. Тут, протікають Сирдар'я і дрібні річки — Ісфара, Сох, Шахімардансай і Ісфайрамсай, що стікають з Алайського хребта і не доходять до Сирдар'ї. Річки багатоводні, мають зручні для поливу полів режими стоку. Максимальні витрати води припадають на літні місяці. Річка Нарин дає початок Великому Ферганському, Південному Ферганському, а також Великому Андижанському каналам, багатьом іншим великим іригаційним магістралям, які проходять по території області. Хоча основна маса води припадає на Сирдар'ю, витрата її вологи з березня по вересень становить 47% річного стоку. Русло Сирдар'ї розташоване значно нижче рівня Ферганської області, внаслідок чого вивід річки зрошувальних каналів вкрай утруднений. Тому в останні роки на узбережжі Сирдар'ї побудовані Фрунзенська і Абдусаматська насосні станції, що забезпечують водою поля Фрунзенського та інших районів. Всі названі річки, за винятком Соха, льодово-снігового живлення з двома максимумами витрат. Сох — переважно льодовикового живлення. Найбільша кількість води ці річки несуть під час танення льодовиків — у липні та серпні. Великий стік води буває з березня по вересень — 59% на рік. У Ферганській області переважають сіроземні і лучно-болотні ґрунти. Адири зайняті переважно світлими і типовими сіроземами. На терасах Сирдар'ї — алювіально-лучні ґрунти. Вони відрізняються великим вмістом мінеральних поживних речовин і за умови зрошення володіють високою природною родючістю. Зустрічаються солончаки.

## Рослинність
Рослинність в області дуже різноманітна і багата. У північній частині розвинені солончакові луки, або сази (в районі Сирдар'ї), і ажрекові луки, на солончаках Центральної Фергани — переважно різні солянки. Значна частина земель зайнята культурної рослинністю, головним чином бавовник. В оазах найпоширеніші пірамідальна тополя, тут, карагач, джида, верба, волоський горіх, абрикос, яблуня, груша, персик, гранат, інжир, айва, вишня, виноград, слива, мигдаль. Ростуть також біла акація, тюльпанове дерево, маклюри, айлант і багато інших. Добре ростуть чинари в східній частині області (м. Фергана та її околиці). По долинах річок розташовуються листяні і арчові ліси, що оберігають гірські схили від ерозійних процесів і мають господарське значення.

## Тваринний світ
Тваринний світ різноманітний і багатий. Зі ссавців у тугаях Сирдар'ї зустрічаються кабан, в смузі адиров і передгір'ях Алайського хребта нерідкі вовк, лисиця, борсук, їжатець, в оазах — вухатий їжак, кажани. З птахів тут звичайні горобці, рожевий шпак, голуби, особливо горлиці, Шурка, ластівки, перепел, одуд, зозуля, ворона, соловей та інші. У передгір'ях на кам'янистих осип — кам'яна куріпка (кеклика) і жайворонки. З хижих нерідкі орли і грифи. На берегах водойм багато видів качок, куликів та іншої водоплавної дичини. З плазунів — звичайні черепахи, численні ящірки; з павукоподібних — фаланги, скорпіони, тарантули; з риб — маринка, вусань, сом, дрібні сазани.

## Демографія
Ферганська область відноситься до числа найбільш густонаселених регіонів Узбекистану. Область займає 1,6% території республіки, але тут проживає 11,4% її населення. Чисельність постійного населення області в 2006 збільшилася на 1,4 відсотка по відношенню до 2005, склавши 3003 тис. чол. Народжуваність на 1000 чол в 2006 році склала 20,5 осіб, по відношенню до 20,1 людини на кожні 1000 чоловік у 2005 році. Близько 71% населення проживає в сільській місцевості. Розміщення населення тісно пов'язане з географією іригаційної мережі області, основних шляхів сполучення. Для Ферганської області характерні великі населені пункти.
В області проживають представники понад ста національностей. У більшості районів частка узбеків у загальній чисельності сільського населення становить 50%, і лише в містах на їх частку припадає 35 — 40%. У цілому в складі населення Ферганській області узбеки становлять 1200,0 тис., киргизи — 460,3, таджики — 420,9, росіяни — 265,2, татари — 16,6, українці — 5,8, азербайджанці — 1,7, вірмени — 2,2, євреї-1,5 , корейці — 5,6, німці-0, 01 і інші нації-23, 6. (інформація за 2006 рік)
Розміщення населення тісно пов'язане з географією іригаційної мережі області, основних шляхів сполучення. Для Ферганській області характерні великі населені пункти (…) "

## Адміністративно-територіальний поділ
У складі області 15 районів (туманів):
1. Алтиарицький район — 191 700 (центр — Алтиарик),
2. Багдадський район — 190 100  (центр — Багдад),
3. Бешарицький район — 204 600 (центр — Бешарик),
4. Бувайдинський район — 202 600 (центр — Ібрат),
5. Дангаринський район — 155 200 (центр — Дангара),
6. Ферганський район — 193 500 (центр — Вуаділь),
7. Фуркатський район — 105 400 (центр — Навбахор),
8. Куштепінський район — 169 800 (центр — Лангар),
9. Кувинський район — 231 700 (центр — Кува),
10. Ріштанський район — 180 600 (центр — Ріштан),
11. Сохський район — 68 800 (центр — Раван),
12. Ташлацький район — 179 700 (центр — Ташлак),
13. Учкуприцький район — 203 000  (центр — Учкуприк),
14. Узбекистанський район — 212 900 (центр — Яйпан),
15. Яз'яванський район — 98 300 (центр — Яз'яван).

4 міста обласного підпорядкування:
1. Фергана — 264 900,
2. Коканд — 233 400,
3. Маргілан — 215 400,
4. Кувасай — 84 500.

5 міст районного підпорядкування:
1. Бешарик,
2. Кува,
3. Ріштан,
4. Тінчлик,
5. Яйпан.

## Керівництво Ферганської області

### Голови облвиконкому
1. Мірзаєв Тішабай (1938 — 1942)
2. Мумінов Абдувалі (1942 — 1943)
3. Усманходжаєв Бузрук-Ходжа (1943 — 1952)
4. Акрамов Каміль (1952 — 1953)
5. Ризаєв Ахмадалі (жовтень 1953 — 1955)
6. Шамсудінов Фахредін Шамсудінович (1955 — березень 1959)
7. Камалов Сабір (березень 1959 — квітень 1962)
8. Каюмов Пулат (квітень 1962 — грудень 1962)
9. Ганієв Зікрія (сільський) (грудень 1962 — грудень 1964)
10. Умаров Хамдам (промисловий) (1963 — грудень 1964)
11. Ібрагімов Мірзаолім Ібрагімович (грудень 1964 — 1968)
12. Умаров Хамдам (1968 — 1978)
13. Рустамов Ахматілла (197.9 — 1982)
14. Маджитов Хамід (1982 — 1987)
15. Фазилов Гуламджон (1989 — червень 1990)

### Голови обласної ради народних депутатів
1. Юлдашев Шавкат Мухітдінович (березень 1990 — червень 1990)
2. Фазилов Гуламджон (червень 1990 — лютий 1992)

### 1-і секретарі обкому КП Узбекистану
1. Азімов Мумінджан (лютий 1938 — липень 1938)
2. Ємцов Сергій Костянтинович (вересень 1938 — березень 1940)
3. Туртулов (1940 — 1941)
4. Турдиєв Халіл (1941 — 1946)
5. Абдурахманов Абдураджаб (1946 — 194.7)
6. Сагдуллаєв (194.8 — 1949)
7. Камалов Сабір (березень 1949 — квітень 1950)
8. Махмудов Насир (квітень 1950 — 1951)
9. Акрамов Каміль (травень 1951 — 1952)
10. Коканбаєв Фазил (1952 — лютий 1954)
11. Камбаров Турсун (лютий 1954 — лютий 1962)
12. Габріельянц Гайк Аветисович (лютий 1962 — грудень 1962)
13. Расулов Саліх Рашидович (промисловий) (грудень 1962 — грудень 1964)
14. Габріельянц Гайк Аветисович (сільський) (грудень 1962 — грудень 1964)
15. Габріельянц Гайк Аветисович (грудень 1964 — квітень 1965)
16. Шамсудінов Фахредін Шамсудінович (квітень 1965 — 1978)
17. Умаров Хамдам (1978 — 22 жовтня 1988)
18. Юлдашев Шавкат Мухітдінович (22 жовтня 1988 — 21 червня 1990)
19. Фазилов Гуламджон (21 червня 1990 — 14 вересня 1991)

### Хокіми (губернатори)
1. Фазилов Гуламджон (21 лютого 1992 — 1992)
2. Ісломов Мірзажон Юлдошевич (1992 — 1997)
3. Мумінов Нумон (1997 — 15 січня 2000)
4. Отабоєв Алішер Абдужалілович (15 січня 2000 — 15 жовтня 2004)
5. Нурматов Шермат Нурматович (15 жовтня 2004 — 19 жовтня 2006)
6. Абдуллаєв Абдухашим Абдуллайович (19 жовтня 2006 — 6 березня 2008)
7. Гафуров Маматісок Бойматович (6 березня 2008 — 12 листопада 2008)
8. Нематов Хаміджон Халікович (в.о. 2009 — 19 січня 2010, 19 січня 2010 — 5 листопада 2011)
9. Ганієв Шухрат Мадамінович (в.о. 7 листопада 2011 — 14 грудня 2012, 14 грудня 2012 — 25 вересня 2020)
10. Бозаров Хайрулло Хайїтбайович (25 вересня 2020 — )